# Monomi
S'anomena monomi l'expressió algèbrica resultant de multiplicar diversos termes algèbrics, com ara: 
{\displaystyle a\cdot b=ab}
{\displaystyle x\cdot x\cdot y=x^{2}y}
{\displaystyle p\cdot q\cdot q\cdot q\cdot r=pq^{3}r}
Un monomi està format per un nombre (el coeficient) i una o més lletres que representen variables indeterminades elevades a un exponent natural o 0 (la part literal).
{\displaystyle 2\cdot a\cdot b=2ab}
{\displaystyle 3.15\cdot x\cdot x\cdot y=3.15x^{2}y}
{\displaystyle {\sqrt {5}}p\cdot q\cdot q\cdot q\cdot r={\sqrt {5}}pq^{3}r}
Quan uns monomis tenen la mateixa part literal es consideren matemàticament semblants. I el grau d'un monomi és la suma de tots els exponents de les lletres de la part literal.

## Operacions amb monomis

### Suma de monomis, resta de monomis i parts d'un monomi
Només es poden sumar o restar aquells monomis que tenen els mateixos termes algèbrics (les mateixes lletres, una cosa). En aquest cas es conserven els termes algèbrics i se sumen o resten els nombres dels monomis. Per exemple:
{\displaystyle x^{2}z+3x^{2}z=4x^{2}z\,}
{\displaystyle 3pqr-2pqr+5pqr=6pqr\,}
Les parts d'un monomi són: el coeficient (4xy) i la part literal (4xy).
Quan es sumen o resten monomis distints (no semblants), s'hi obté un polinomi.

### Producte i quocient de monomis
{\displaystyle xy^{2}\cdot 2x\cdot 3y^{3}=2\cdot 3\cdot x\cdot x\cdot y\cdot y\cdot y\cdot y\cdot y=6x^{2}y^{5}}
Simplificant, es multipliquen els termes que tenen la mateixa base, seguint les regles de multiplicació de potències. Un monomi dividint, se substitueix per un monomi multiplicant amb tots els termes inversos respecte al divisor original.
{\displaystyle {\frac {xy^{3}\cdot 2x}{3y^{2}}}=xy^{3}\cdot 2x\cdot 3^{-1}y^{-2}={\frac {2}{3}}x^{2}y}

### Producte i divisió de polinomis amb monomis
Al multiplicar un monomi per un polinomi es multiplica el monomi per cada terme del polinomi.
{\displaystyle 2a^{2}b(2ab+3a^{3}b^{2}c)=(2*2)a^{2}a^{1}b^{2}+(2*3)a^{3}a^{2}b^{2}b^{1}c=4a^{3}b^{2}+6a^{5}b^{3}c}
En la divisió d'un polinomi per un monomi es divideix cada terme del polinomi pel monomi.
{\displaystyle {\frac {2ab+3a^{3}b^{2}c}{2a^{2}b}}={\frac {2ab}{2a^{2}b}}+{\frac {3a^{3}b^{2}c}{2a^{2}b}}=a^{-1}+{\frac {3}{2}}abc}